# Saint-Vincent-et-les-Grenadines aux Jeux olympiques d'été de 2024
Saint-Vincent-et-les-Grenadines participe aux Jeux olympiques de 2024 à Paris en France. Il s'agit de sa 10e participation à des Jeux d'été.
L'athlète Shafiqua Maloney est nommée porte-drapeau de la délégation vincentine.

## Athlètes engagés
| Sport      | Hommes | Femmes | Total |
| ---------- | ------ | ------ | ----- |
| Athlétisme | 1      | 1      | 2     |
| Natation   | 1      | 1      | 2     |
| Total      | 2      | 2      | 2     |

## Résultats

### Athlétisme
Shafiqua Maloney a battu le record national du 800 mètres au Tyson Invitational 2024, assurant ainsi sa place aux Jeux olympiques de Paris.
| Athlète          | Épreuve        | 1er tour      | 1er tour | Demi-finale   | Demi-finale | Finale        | Finale       |
| Athlète          | Épreuve        | Temps         | Rang     | Temps         | Rang        | Temps         | Rang         |
| ---------------- | -------------- | ------------- | -------- | ------------- | ----------- | ------------- | ------------ |
| Handal Roban     | 800 m masculin | 1 min 46 s 00 | 4e       | 1 min 45 s 80 | 4e          | Non qualifié  | Non qualifié |
| Shafiqua Maloney | 800 m féminin  | 1 min 58 s 23 | 3e       | 1 min 57 s 59 | 2e          | 1 min 57 s 66 | 4e           |

### Natation
| Athlète                | Épreuve                   | Séries  | Séries | Demi-finales  | Demi-finales  | Finale        | Finale        |
| Athlète                | Épreuve                   | Temps   | Rang   | Temps         | Rang          | Temps         | Rang          |
| ---------------------- | ------------------------- | ------- | ------ | ------------- | ------------- | ------------- | ------------- |
| Alex Joachim (sr)      | 100 m nage libre masculin | 23 s 59 | 45e    | Non qualifié  | Non qualifié  | Non qualifié  | Non qualifié  |
| Kennice Aphenie Greene | 50 m nage libre féminin   | 27 s 23 | 42e    | Non qualifiée | Non qualifiée | Non qualifiée | Non qualifiée |